# Steeve Guénot

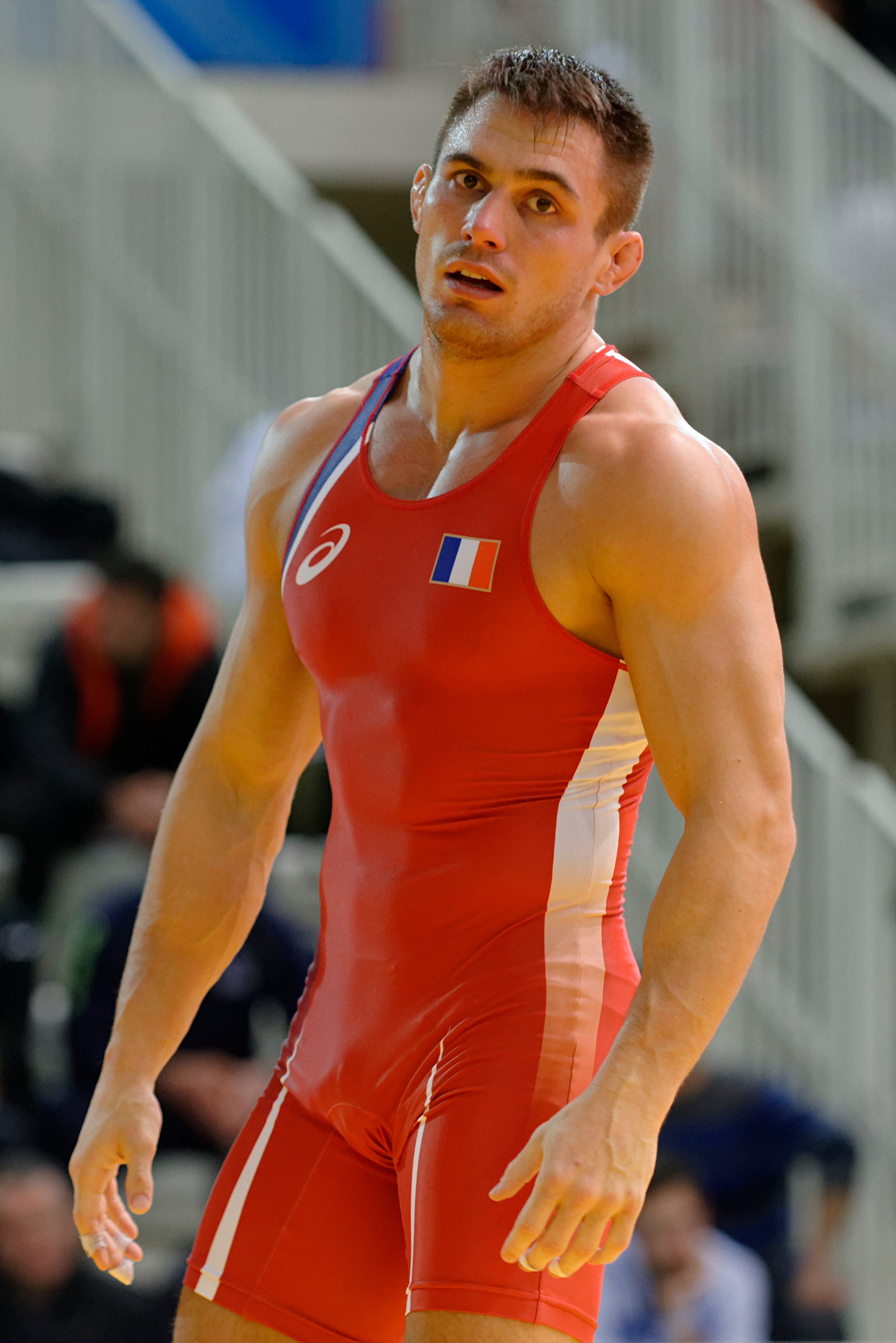
Am Grand Prix in Paris, 2014

Steeve François Fabien Guénot (* 2. Oktober 1985 in Chalon-sur-Saône) ist ein französischer Ringer. Er wurde bei den Olympischen Spielen 2008 in Peking Olympiasieger im griechisch-römischen Stil im Leichtgewicht und gewann bei den Olympischen Spielen 2012 in London in der gleichen Gewichtsklasse und im gleichen Stil eine Bronzemedaille.

## Werdegang
Steeve Guénot stammt aus einer Ringerfamilie. Sein Vater Christophe Guénot war Ringer, ist Kampfrichter und Vereinsfunktionär, Bruder Christophe Guénot gewann bei den Olympischen Spielen in Peking eine Bronzemedaille im Weltergewicht. Auch seine Mutter und seine beiden Schwestern sind dem Ringsport zugetan.
Steeve Guénot ringt seit 1990 und zwar nur im griechisch-römischen Stil. Er ist Mitglied des Vereins US Metro Paris (Union sportive metropolitaine des transports). Er ist 1,72 m groß und wiegt ca. 70 kg. Der französischen Ringer-Nationalmannschaft gehört er schon seit seinem 17. Lebensjahr an. Sein Trainer ist der ehemalige Weltmeister Patrice Mourier. Beruflich ist er Agent der Securite GPSR in Seine-Saint-Denis, wo er alle Freiheiten zum täglichen Training hat.
Im Jahre 2001 wurde Steeve Guénot erstmals französischer Juniorenmeister in der Gewichtsklasse bis 58 kg Körpergewicht. Bei den französischen Meisterschaften der Senioren belegte er 2003 den 2. Platz, 2005 den 3. Platz und 2007 den 1. Platz, jeweils im Leichtgewicht.
Sein Debüt auf der internationalen Ringermatte gab er bei der Junioren-Europameisterschaft 2004 in Murska Sobota im Leichtgewicht. Er war dort nicht sehr erfolgreich, denn er verlor seinen ersten Kampf gegen Tiziano Corriga aus Italien und siegte in der nächsten Runde über Ismael Navarro Sanches aus Spanien. Diese Ergebnisse reichten nur zum 17. Platz.
Im Jahre 2005 gewann Steeve Guénot aber schon seine erste Medaille bei einer internationalen Ringermeisterschaft, nämlich der Junioren-Europameisterschaft in Breslau. Er kam dort hinter Dimitri Pyschkow aus der Ukraine und Ionel Pușcașu aus Rumänien auf den 3. Platz. Im gleichen Jahr wurde er auch schon bei der Weltmeisterschaft der Senioren in Budapest eingesetzt. Dort musste er aber Lehrgeld bezahlen, denn er verlor seinen ersten Kampf gegen Ionuț Panait aus Rumänien und kam in der Endabrechnung nur auf den 29. Platz im Leichtgewicht.
Sein nächster Einsatz bei einer internationalen Meisterschaft erfolgte erst wieder bei der Europameisterschaft 2007 in Sofia.  Dort erging es ihm im Leichtgewicht nicht viel besser als bei der Weltmeisterschaft 2005, denn er verlor wieder seinen ersten Kampf gegen Sylvester Charzewski aus Polen und landete auf dem 16. Platz. Einen gewaltigen Sprung nach vorne machte er dann bei der Weltmeisterschaft 2007 in Baku. Er siegte dort über Sunil Kumar aus Indien, Darchan Bayakmetow aus Kasachstan, den Weltmeister von 2005 Nikolai Gergow aus Bulgarien (mit 6:1 technischen Punkten) und Arman Adikjan aus Armenien jeweils nach Punkten. Im Finale stand er Fərid Mansurov aus Aserbaidschan gegenüber, gegen den er knapp nach Punkten verlor. Der Lohn für seine guten Leistungen war der Gewinn des Vize-Weltmeistertitels.
Einen Rückschlag erlitt Steeve Guénot bei der Europameisterschaft 2008 in Tampere. Er unterlag dort im ersten Kampf gegen den deutschen Meister Marcus Thätner nach Punkten. Da Thätner das Finale nicht erreichte, kam Steeve Guénot nicht in die Hoffnungsrunde und platzierte sich nur auf dem 20. Platz.

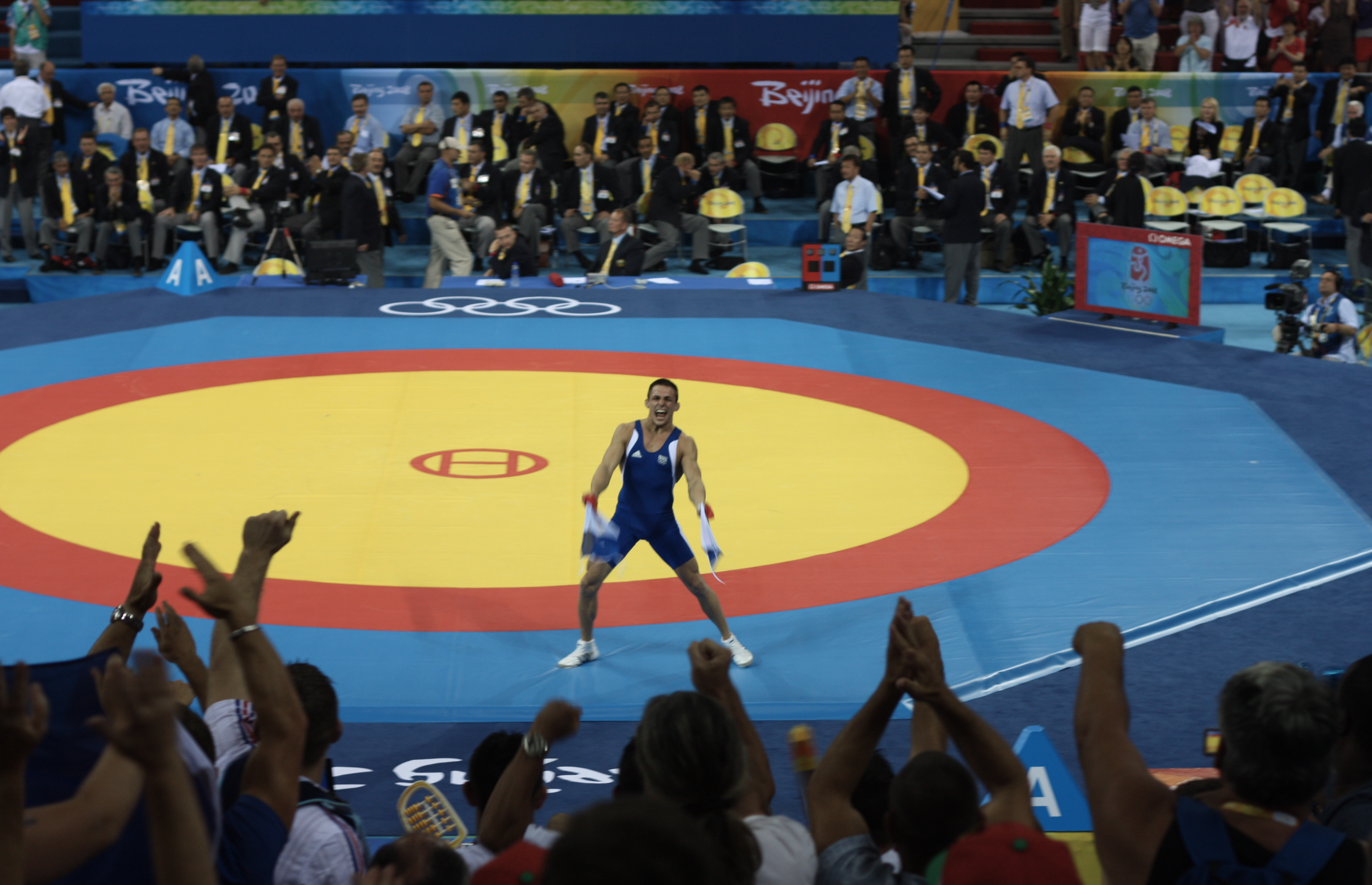
Steeve Guénot bejubelt seinen Olympiasieg in Peking

Zu den Olympischen Spielen in Peking reiste Steeve Guénot in einer hervorragenden Form. Er besiegte deshalb Alain Milián aus Kuba, Tamás Lőrincz aus Ungarn, Michail Semenow aus Belarus, Darchan Bayakmetow aus Kasachstan und im Finale Kanatbek Begaliew aus Kirgisistan und wurde Olympiasieger im Leichtgewicht, griechisch-römischer Stil. Er gewann damit als erster Franzose nach 1936, als Emile Poilve in Berlin Olympiasieger im Freistilringen im Mittelgewicht wurde, wieder eine Goldmedaille im Ringen.
Steeve Guénot setzte auch nach Peking seine Ringerkarriere fort. Im Jahre 2009 belegte er aber bei der Europameisterschaft in Vilnius im Leichtgewicht nur den 11. Platz und bei der Weltmeisterschaft in Herning/Dänemark nur den 15. Platz. Wesentlich besser schnitt er bei den internationalen Meisterschaften des Jahres 2010 ab. Er erkämpfte sich in diesem Jahr bei der Europameisterschaft in Baku im Leichtgewicht mit Siegen über Manuel Almeida, Portugal, Frank Stäbler, Deutschland und Sergei Krasilnikow, Ukraine, nach einer Halbfinalniederlage gegen Ionuț Panait, Rumänien, eine EM-Bronzemedaille. Bei der Weltmeisterschaft in Moskau besiegte er Aleksandar Maksimović aus Serbien und Faruk Sahin aus den Vereinigten Staaten, nachdem er seinen ersten Kampf gegen Armen Wardanjan aus der Ukraine verloren hatte. Den Kampf um eine WM-Bronzemedaille verlor er abschließend gegen Wassif Arzimanov aus der Türkei.
2011 konnte sich Steeve Guenot bei der Europameisterschaft in Dortmund nur auf dem 10. Rang platzieren und auch bei der Weltmeisterschaft in Istanbul kam er nur auf den 12. Platz. Dafür gelang es ihm im April 2012 sich auf Anhieb beim ersten kontinentalen Olympia-Qualifikationsturnier in Sofia durch einen Turniersieg einen Startplatz zu erkämpfen. Er siegte dort im Leichtgewicht vor Edgaras Venckaitis, Litauen, Emilian Todorow, Bulgarien und Vitali Rəhimov, Aserbaidschan. Bei den Olympischen Sommerspielen 2012 in London gewann er mit Siegen über Wuileixis Rivas Espinosa, Venezuela und Saeid Mourad Abdvali, Iran, einer Niederlage gegen Kim Hyeon-woo, Südkorea, die mit 1:2 Runden und 2:3 Punkten sehr knapp ausfiel und einem Sieg über Pedro Isaac Mulens Herrera, Kuba, eine Bronzemedaille.
Er setzte seine Karriere auch 2013 fort, wechselte aber in die nächsthöhere Gewichtsklasse, das Weltergewicht. Bei der Europameisterschaft dieses Jahres in Tiflis siegte er zunächst über den Italiener Ciro Russo, unterlag ab er in seinem nächsten Kampf gegen Jawor Janakiew, Bulgarien nach Punkten und schied damit aus. Er kam in Tiflis auf den 10. Platz.
Weil er dreimal die Dopingkontrollen verpasste, wurde Guénot 2014 für ein Jahr gesperrt.
Guénot lebt östlich von Paris in der Stadt Bagnolet. Seit 2007 ist er gemeinsam mit seinem Bruder Christophe im Rahmen eines beruflichen Partnerschaftsprogramms des französischen Ministeriums für Gesundheit, Jugend und Sport als Sicherheitsmann bei dem staatlichen Pariser Verkehrsunternehmen RATP angestellt.

## Internationale Erfolge
| Jahr | Platz  | Wettbewerb                                   | Gewichtsklasse | |
| 2004 | 17.    | Junioren-EM in Murska Sobota                 | Leicht         | Sieger: Omar Bakuridse, Georgien vor Emilian Todorow, Bulgarien u. Christian Fetzer, Deutschland |
| 2005 | 3.     | Junioren-EM in Breslau                       | Leicht         | hinter Dimitri Pyschkow, Ukraine u. Ionel Pușcașu, Rumänien |
| 2005 | 29.    | WM in Budapest                               | Leicht         | Sieger: Nikolai Gergow, Bulgarien vor Kim Min-Chul, Südkorea, Alain Milián, Kuba u. Kim Kum-chol, Nordkorea |
| 2007 | 16.    | EM in Sofia                                  | Leicht         | Sieger: Nikolai Gergow vor Oleksandr Chwoschtsch, Ukraine, Marcus Thätner, Deutschland u. Refik Ayvazoglu, Türkei |
| 2007 | 2.     | WM in Baku                                   | Leicht         | mit Siegen über Sunil Kumar, Indien, Darchan Bayakmetow, Kasachstan, Nikolai Gergow, Arman Adikjan, Armenien u. einer Niederlage gegen Fərid Mansurov, Aserbaidschan                                                                     |
| 2008 | 20.    | EM in Tampere                                | Leicht         | nach einer Niederlage gegen Marcus Thätner, Sieger: Armen Wardanjan, Ukraine vor Ionuț Panait, Rumänien, Ruslan Belcharojew, Russland u. Plamen Petrow, Bulgarien                                                                        |
| 2008 | Gold   | OS in Peking                                 | Leicht         | mit Siegen über Alain Milián, Tamás Lőrincz, Ungarn, Michail Sjamjonau, Belarus, Darchan Bayakmetow, Kasachstan u. Kanatbek Begaliew, Kirgisistan, vor Kanatbek Begaliew (Silber), Armen Wardanjan (Bronze) u. Michail Semenjow (Bronze) |
| 2009 | 7.     | Welt-Cup in Clermont-Ferrand                 | Leicht         | Sieger: Darchan Bajachmetow, Kasachstan vor Seiran Simonjan, Russland |
| 2009 | 11.    | EM in Vilnius                                | Leicht         | mit einem Sieg über Edgaras Venckaitis, Litauen u. einer Niederlage gegen Manuchar Tschadaia, Georgien |
| 2009 | 15.    | WM in Herning/Dänemark                       | Leicht         | mit einem Sieg über Abdullah Coskun, Türkei u. einer Niederlage gegen Juha Petteri Hiltunen, Finnland |
| 2010 | 3.     | EM in Baku                                   | Leicht         | mit Siegen über Manuel Almeida, Portugal u. Frank Stäbler, Deutschland, einer Niederlage gegen Ionuț Panait, Rumänien u. einem Sieg über Sergei Krasilnikow, Ukraine                                                                     |
| 2010 | 5.     | WM in Moskau                                 | Leicht         | nach einer Niederlage gegen Armen Wardanjan, Ukraine, Siegen über Aleksandar Maksimović, Serbien u. Faruk Sahin, USA u. einer Niederlage gegen Wassif Arzimanov, Türkei                                                                  |
| 2011 | 13.    | EM in Dortmund                               | Leicht         | nach einem Sieg über Alwin Geiger, Österreich und einer Niederlage gegen Ionuț Panait, Rumänien |
| 2011 | 10.    | „Wladyslaw-Pytlasinski“-Cup in Radom         | Welter         | Sieger: Roman Wlassow, Russland vor Edgar Babajanas, Polen |
| 2011 | 12.    | WM in Istanbul                               | Leicht         | nach Siegen über Tero Välimäki, Finnland und Arman Adikjan, Armenien und einer Niederlage gegen Kanatbek Begalijew |
| 2012 | 1.     | Olympia-Qualif.-Turnier in Sofia             | Leicht         | vor Edgaras Venckaitis, Litauen, Emilian Todorow, Bulgarien und Vitali Rəhimov, Aserbaidschan |
| 2012 | Bronze | OS in London                                 | Leicht         | nach Siegen über Wuileixis Rivas Espinosa und Saeid Mourad Abdvali, einer Niederlage gegen Kim Hyeon-woo sowie einem Sieg über Pedro Isaac Mulens Herrera                                                                                |
| 2013 | 10.    | EM in Tiflis                                 | Welter         | nach einem Sieg über Ciro Russo, Italien und einer Niederlage gegen Jawor Jankiew, Bulgarien |
| 2013 | 3.     | Mittelmeer-Spiele in Mersin/Türkei           | Welter         | hinter Emrah Kus, Türkei und Neven Žugaj, Kroatien |
| 2013 | 19.    | „Wladyslaw-Pytlasinski“-Memorial in Warschau | Welter         | Sieger: Alexander Tschechirkin, Russland vor Robert Rosengren, Schweden |
| 2014 | 4.     | Golden-Grand-Prix in Paris                   | bis 71 kg      | hinter Franck Hassli, Frankreich, Demeu Schadrajew, Kasachstan und Fatih Ugur Ozay, Frankreich |

Erläuterungen
- alle Wettbewerbe im griechisch-römischen Stil
- OS = Olympische Spiele, WM = Weltmeisterschaft, EM = Europameisterschaft
- Leichtgewicht, Gewichtsklasse bis 66 kg Weltergewicht, bis 74 kg Körpergewicht (bis 31. Dezember 2013); seit dem 1. Januar 2014 gilt eine neue Gewichtsklasseneinteilung durch den Ringer-Weltverband FILA